# Dave McKenna
Dave McKenna (Woonsocket, 30 de Maio de 1930 - State College, 18 de Outubro de 2008) foi um pianista de jazz estadunidense. Conhecido principalmente por seus solos e seu estilo "de três mãos", foi uma figura significativa na evolução do jazz.

## Discografia

### Como Líder
| Ano  | Título                                                 | Gravadora   |
| ---- | ------------------------------------------------------ | ----------- |
| 1973 | Solo Piano                                             | Chiaroscuro |
| 1973 | Cookin' at Michael's Pub                               | Halcyon     |
| 1977 | Dave "Fingers" McKenna                                 | Chiaroscuro |
| 1979 | Giant Strides                                          | Concord     |
| 1982 | Bill Evans: A Tribute                                  | Palo Alto   |
| 1983 | A Celebration of Hoagy Carmichael                      | Concord     |
| 1986 | Dancing in the Dark and Other Music of Arthur Schwartz | Concord     |
| 1987 | My Friend the Piano                                    | Concord     |
| 1989 | No More Ouzo for Puzo                                  | Concord     |
| 1997 | Christmas Ivory                                        | Concord     |
| 2002 | An Intimate Evening With Dave McKenna                  | Arbors      |